# Полянский сельский округ (Восточно-Казахстанская область)
Сельский округ Полянское — административно-территориальное образование в Алтайском районе Восточно-Казахстанской области.

## Населённые пункты
Полянский сельский округ был образован в 1957 году.
В состав Полянского сельского округа входит 3 села:
- Полянское (639 жителей),
- Васильевка (138 жителей),
- Дородница (130 жителей).

Аким округа — Омырбаев Ержан Кабылгазизович.

## Экономика
В округе функционируют 9 крестьянских хозяйств, 7 ТОО. Основное направление сельскохозяйственной деятельности — животноводство и зерновое земледелие.
В с. Полянское расположена средняя школа, а в с. Дородница и с. Васильевка — основная сельская школа. В с. Полянское функционирует Дом культуры и библиотека.
В каждом из сёл функционируют фельдшерско-акушерские пункты.